# Зайон (Пенсільванія)
Зайон (англ. Zion) — переписна місцевість (CDP) в США, в окрузі Сентр штату Пенсільванія. Населення — 2197 осіб (2020).

## Географія
Зайон розташований за координатами 40°55′0″ пн. ш. 77°41′27″ зх. д. / 40.91667° пн. ш. 77.69083° зх. д. (40.916761, -77.690776).  За даними Бюро перепису населення США в 2010 році переписна місцевість мала площу 7,46 км², уся площа — суходіл.

## Демографія
Згідно з переписом 2010 року, у переписній місцевості мешкало 2030 осіб у 776 домогосподарствах у складі 607 родин. Густота населення становила 272 особи/км².  Було 821 помешкання (110/км²).
Расовий склад населення:
| - 98,2 % — білих - 0,4 % — чорних або афроамериканців - 0,2 % — азіатів |

До двох чи більше рас належало 1,0 %. Частка іспаномовних становила 0,8 % від усіх жителів.
За віковим діапазоном населення розподілялося таким чином: 23,4 % — особи молодші 18 років, 66,0 % — особи у віці 18—64 років, 10,6 % — особи у віці 65 років та старші. Медіана віку мешканця становила 38,6 року. На 100 осіб жіночої статі у переписній місцевості припадало 97,5 чоловіків;  на 100 жінок у віці від 18 років та старших — 95,5 чоловіків також старших 18 років.
Середній дохід на одне домашнє господарство  становив 78 012 долари США (медіана — 71 130), а середній дохід на одну сім'ю — 91 067 доларів (медіана — 83 750). Медіана доходів становила 58 958 доларів для чоловіків та 38 906 доларів для жінок. За межею бідності перебувало 0,3 % осіб, у тому числі 0,0 % дітей у віці до 18 років та 2,4 % осіб у віці 65 років та старших.
Цивільне працевлаштоване населення становило 1261 особа. Основні галузі зайнятості: освіта, охорона здоров'я та соціальна допомога — 40,0 %, роздрібна торгівля — 9,0 %, будівництво — 7,5 %, виробництво — 7,4 %.